# 佬族
，又称老族（英語：Lao people）、僚人，是东南亚的一个台語民族。大部分居住于泰国（约2200万）和老挝（约400万）。泰国的佬族大部分聚居于东北地区，但也有很多出外打工者在其他地区，如曼谷工作。佬族使用老挝语或者伊善语的各种方言。很多人认为这两种语言实际上是一种语言。由于20世纪泰国的泰化运动，在泰国东北地区的人更愿意使用“伊森人”这个词。但实际上佬族作为一个整体，仍有很多文化上的共通之处。

## 历史
早在中国西汉古籍中，就有寮族，僚人的记载，属骆越（雒越）族一支，分布在从广西、广东、四川，雲南、貴州、海南到中南半岛的广阔地区。他們最早生活在奠邊府市一帶，後南下湄公河平原成為老撾主體民族（神话中坤布倫一子在勐唐建国）。他们同化与趕走老聽族，后受吳哥王朝統治，至澜沧王国建国后独立。
佬族的歷史包含了老挝的歷史以及伊森地區的歷史。二者分殊始自19世紀，1827年，永珍昭阿努王起兵反對暹羅（今泰国）遭到镇压之後，大批居民從現今老挝地區迁徙至伊森地區，使得老挝本土人煙稀少。两个地区的分裂被1893年及1904年的法暹條約确认，使得伊森和老挝兩地區之間的分界成為暹羅和法屬印度支那的邊界。
此後，泰國及老挝逐渐向分別以泰族及佬族為中心的民族國家轉型。在伊森地區，这意味着「泰國化」，即加強人民對泰國的忠誠度。这尤其导致了許多年輕人寧願自認為伊森人而非佬族，因為「伊森」（原意為「東北部」）暗示隸屬於泰國，而「佬族」則表示對老挝效忠。相對地，在老挝，同樣的過程激发了提倡佬族語言及文化作為國家語言及文化的行動。同时他们属于大泰族与泰国的小泰人不同，不愿被混为一谈。

## 分布
老撾的佬族人口是300萬左右，占该國人口的50.3％左右（其餘大部分人是殘餘的山岳民族，老听族與老松族）。在老挝，民族学意义上的佬族主要指老龙族（低地佬族）。在泰国，佬族占全国人口约三分之一，主要聚居在伊森（约1500万）和曼谷（据估计至少有100万自伊森移来的佬族），在中部泰国地区，也有民族学意义上的佬族存在，不过他们已经逐渐同化入占主体地位的泰族中了。在柬埔寨，也有小规模的佬族社区，主要是在原老挝国的属地上丁省（老挝称为川登省）。在越南和中国也有小规模的佬族分布。各国佬族侨民的人数不详，大约估计在50万人左右，主要是第二次印度支那战争和巴特寮战争造成的难民。
值得注意的是，在暹罗（今泰国）最后的一次官方普查中，佬族作为单独的种族，占到了全国人口的一半。作为“泰国化”的一部分，“佬族”现已不作为单独的种族被统计，因此，究竟泰国人口中多少人有佬族血统，今日已经不再清楚。

## 语言
佬族說的語言是寮國語和伊善語。這兩個語言都存在有許多不同的方言。其中萬象方言已經被接受為寮國語的標準語言；伊善語當中並沒有標準方言，不過大部分的伊善語方言都能夠和萬象方言相互溝通。寮國語和伊善語大部分的差異是在於伊善語中擁有大量借自泰語的字詞，或者是因為19世紀後期寮國族和伊森族分隔開來之後，彼此採用了不同的新詞來稱呼外來的新概念（比如說「機車」在伊善語中是lot motorcy，而在寮國語中是lot jak）。

## 文化
伊森族與佬族在經濟上都很貧窮，這是因為他們居住的土地相對而言比較貧瘠而且氣候乾燥。因此佬族最常見的生活方式就是自給農業（subsistence farming），另外擁有少數幾個都市中心。
佬族和伊森族信仰的是上座部佛教。佬族和伊森人的飲食特色為魚露、辣椒和糯米。不過它們的飲食也吸收了一些法國料理和越南料理的元素。由於佬族所居住的鄉村地區比較貧窮，這讓他們的食物材料和伊森族比起來更為有限。
佬族和伊森族的民俗音樂是Mor Lam風格（樂器是蘆笙，由貴州傳入）。自從1980年代開始，來自於伊森族的Mor Lam音樂已經在文化上對佬族造成了很大的影響。他們與泰族不同，喜歡居住在近山的地方。皇清職貢圖說老撾人體皆刺花。